# Obereopsis indica
Obereopsis indica là một loài bọ cánh cứng trong họ Cerambycidae.